# Ansitz Zurglburg

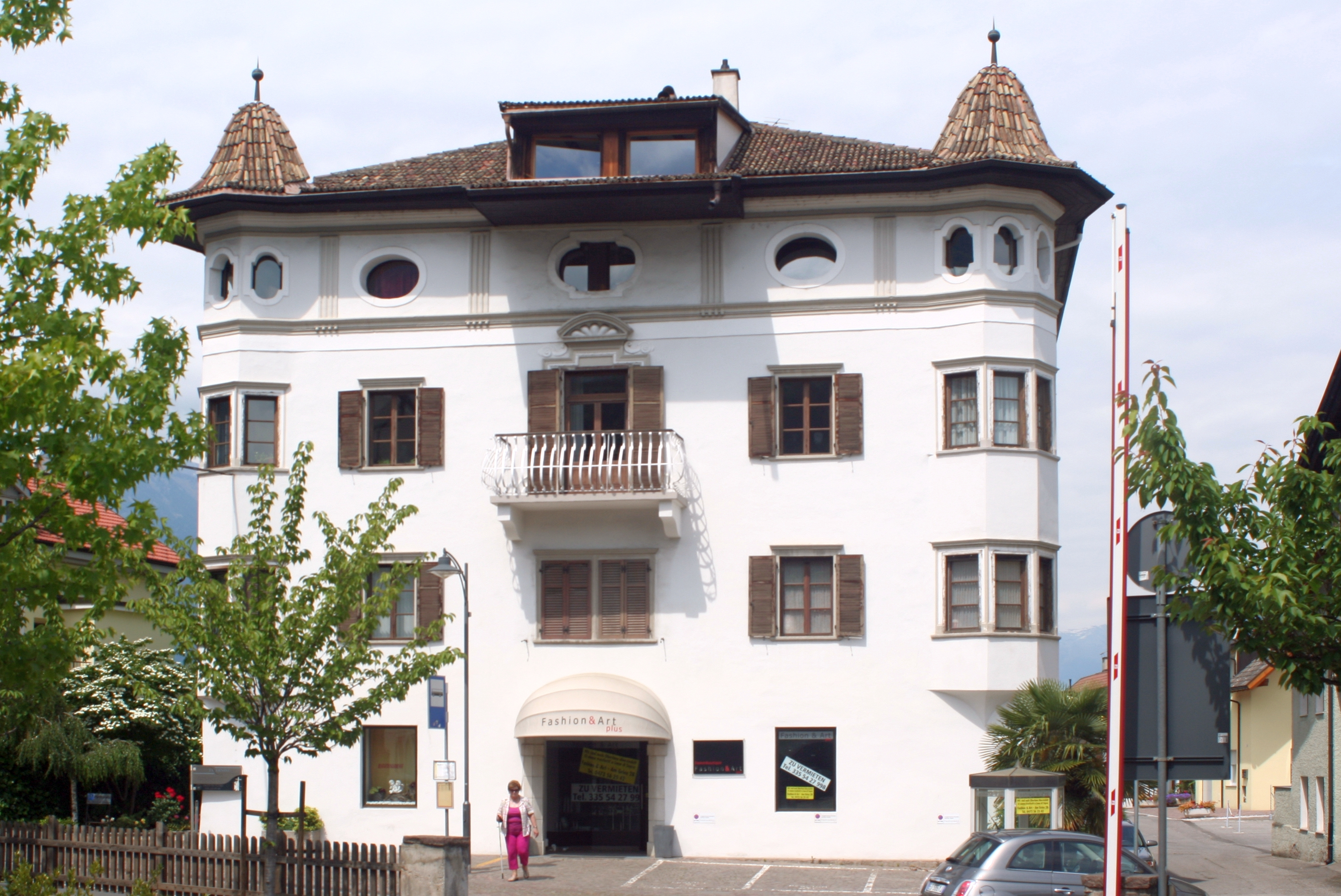
Ansitz Zurglburg

Der Ansitz Zurglburg ist ein geschütztes Baudenkmal der Marktgemeinde Lana in Südtirol.

## Geschichte
1657 befreite Hildebrand von Parth, der mit Maria Schmid de Fabris, der Tochter des Pflegeverwalters von Lana Christoph Schmid, verehelicht war, den Hof Zurglburg von der Grundherrschaft des Klosters Rott in Schwaben. Fortan ein Ansitz, führte er auch den Namen Zurglburg als Prädikat. Um 1670 vermählte sich seine Erbtochter Helena von Parth-Ampossegg mit Martin Gruber und brachte so das Anwesen in die Familie Gruber. Letzterer wurde 1677 mit dem Prädikat „von und zu Zurglburg“ in den Adelsstand erhoben. 1694 hatte man das Haus von Grund auf neu erbaut, dabei besaß Frau Helena Parthin von Ampossegg das „Peurecht und Gerechtigkeit“. Am 8. März 1761 wurde in dem Anwesen der spätere Franziskaner und theologische Schriftsteller Philibert Gruber von Zurglburg geboren, der als Lehrer der Rhetorik am Franziskaner-Gymnasium in Bozen tätig war. 1779 erscheint als Besitzer des Hofes Zurglburg Joseph Bartholome von Gruber.

## Beschreibung
Der Bau ist mit vier Eckerkertürmchen versehen. Im Innenbereich befinden sich im zweiten Stock ein Mittelsaal sowie Seitenräume, die mit reichen Stuckdecken aus dem Ende des 17. Jahrhunderts ausgestattet sind.